# Gibraltar United FC
Gibraltar United FC ist ein Amateurfußballverein aus Gibraltar. Im Jahr 1943 gegründet, fusionierte der Verein 2011 mit dem Lions Football Club zum Lions Gibraltar FC, bevor im Jahr 2014 wieder die Ausgliederung bekannt gegeben wurde. Bis 2019 spielte der Verein in der Gibraltar Eurobet Division, der höchsten gibraltarischen Spielklasse. Im August 2019 gab die Gibraltar Football Association bekannt, dass dem Gibraltar United FC die Spielberechtigung mit sofortiger Wirkung entzogen wurde. Vorausgegangen waren ausstehende Gehaltszahlungen.

## Geschichte
Der Verein wurde im Jahr 1943 von Aurelio Louis Danino, einem gibraltarischen Journalisten gegründet. Da ein Großteil der Zivilbevölkerung während des Zweiten Weltkriegs evakuiert wurde, bestand die Mannschaft größtenteils aus Einheimischen, welche in Gibraltar verblieben waren. Gespielt wurde anfangs hauptsächlich gegen in Gibraltar stationierte, britische Militärmannschaften, wobei direkt im Gründungsjahr der Governors’ Cup gewonnen wurde. Nachdem ab Kriegsende wieder Wettkampffußball stattfinden konnte, gewann der Gibraltar United FC im Jahr 1947 seine erste Meisterschaft. In den Folgejahren unter Daninos Präsidentschaft dominierte der Verein die Liga und konnte sich bis 1965 weitere neun Meistertitel sichern.
Nach fast 50 Jahren ohne Erfolg gewann der Verein in der Saison 2001/02 die elfte Meisterschaft, konnte aber in den Folgesaisons nicht mehr an alte Erfolge anknüpfen.
Nach der Fusion mit dem Lions Football Club im Jahr 2011, kam man ebenfalls nicht über Platzierungen im Ligamittelfeld hinaus, woraufhin sich der Gibraltar United FC wieder ausgliederte und in der Gibraltar Division 2 neu startete. Zur Saison 2015/16 gelang der Wiederaufstieg in die erste Liga.
Im April 2017 ging der Klub Partnerschaften mit der Turicum Private Bank und Michel Salgado, dem ehemaligen Verteidiger von Real Madrid ein, wobei letzterer zusammen mit dem in Dubai ansässigen Geschäftsmann Pablo Dana einer der neuen Eigentümer des Klubs wurde.
Im Juli 2018 erregte der Gibraltar United FC internationales Aufsehen, da man als erster Fußballverein der Welt, die Spieler künftig teilweise mit Kryptowährung bezahlen wollte.
Am 31. Juli 2019 vermeldeten verschiedene Presseberichte den Abgang von Pablo Dana als Geldgeber und Eigentümer, was der Klub jedoch noch am selben Tag dementierte. Ebenso häuften sich Meldungen über ausstehende Gehaltszahlungen. Am 7. August stellte die Gibraltar Football Association dem Verein eine Frist, dass bis zum darauffolgenden Montag alle Schulden zu begleichen seien. Da der Klub dem nicht nachkam, wurde er mit sofortiger Wirkung von der Liga ausgeschlossen.

## Erfolge
- Gibraltar National League:1947, 1948, 1949, 1950, 1951, 1954, 1960, 1962, 1964, 1965, 2002
- Gibraltar Division 2: 1999, 2015
- Gibraltarischer Fußballpokal: 1947, 2000, 2001